# Alfredo Martínez Serrano
Alfredo Martínez Serrano (Oviedo, 1 de abril de 1971) es un diplomático español. Embajador de España ante Canada desde 2021.

## Carrera diplomática
Alfredo nació en Oviedo, descendiente de una ilustre saga de galenos e intelectuales asturianos, entre los que se encuentra el que fuera ministro de Trabajo, Justicia y Sanidad, el doctor Alfredo Martínez y García-Argüelles, sobrino de Leopoldo Alas.
Se licenció en Derecho (1994) tras estudiar en las Universidades de Oviedo y Pisa. Posteriormente completó su formación universitaria con un máster en Derecho de la Unión Europea en el Instituto de Estudios Europeos (Universidad Libre de Bruselas) y un Programa de Liderazgo y Gestión Pública del IESE, además de realizar estudios de Ciencias Políticas en la Universidad de California.
Ingresó en la Carrera Diplomática (1998). Fue nombrado segundo jefe de Protocolo, con rango de subdirector general en la Jefatura del Estado (2007-2012), y jefe de servicio del Gabinete del ministro de Asuntos Exteriores. En el exterior, ocupó las segundas jefaturas de las Embajadas de España en Arabia Saudí, Bulgaria, El Salvador y Egipto.
Fue el Segundo Jefe de Protocolo de la Casa de S.M. el Rey (2007-2012), adscrito a Sus Altezas Reales los Príncipes de Asturias, y Jefe de Protocolo de la Casa de S.M. el Rey (2014-2021).
Habla varios idiomas: inglés, francés, italiano, árabe y búlgaro.
En 2021 fue nombrado embajador de España en Canadá. Desde Ottawa coordinó la repatriación y asistencia a los familiares de los marineros del pesquero Villa de Pitanxo, hundido en las aguas de Terranova, en la madrugada del 15 de febrero de 2022. El traslado de los tres únicos integrantes vivos de la embarcación y de cinco marineros fallecidos se llevó a cabo desde el aeropuerto de San Juan de Terranova hasta Santiago de Compostela. Los otros doce marineros permanecían desaparecidos.

## Distinciones
- Medalla del Principado de Asturias (2022).[14]